# روبرتو جیرومتی
روبرتو جیرومتی (ایتالیایی: Roberto Girometti؛ زادهٔ ۴ مهٔ ۱۹۳۹) کارگردان فیلم و فیلم‌بردار اهل ایتالیا است.
از فیلم‌هایی که وی در آن‌ها نقش داشته‌است، می‌توان به بداندیشی شهوانی، اسب عریان و کانتربری شماره ۲ – داستان‌های عاشقانه جدید سده چهاردهم اشاره نمود.